# Casa Antoni Nadal
La Casa Antoni Nadal és un casalot del segle xviii situat als carrers dels Flassaders i de les Mosques de Barcelona, catalogat com a bé cultural d'interès local.

## Història
El 1675, el mercader Baltasar Riba, mestre de la Seca entre 1643 i 1652, vengué una propietat als carrers dels Flassaders i de les Mosques al botiguer de teles Pere Vilella. Cap al 1686, ell i el seu fill Pere Ignasi hi tenien una impremta, que havien adquirit als frares caputxins de Barcelona. Tanmateix, aquesta era molt limitada, ja que només disposava de tipus de lletra de fusta per a imprimir llibres de cor.
L'hereu de Pere Ignasi fou el comerciant Pere Pau Vilella, casat amb Maria Duran i Quatrecases, neboda de l'adroguer Josep Duran i Móra, de qui Pere Pau era soci. El 1767, la vídua i els fills vengueren la finca al també adroguer Antoni Nadal i Darrer per 9.500 lliures. El 1772, Nadal va adquirir en emfiteusi al Reial Patrimoni una part de les cases de la Seca al carrer de les Mosques, i el 1784, va demanar permís per a remuntar dos pisos sobre planta baixa i un pis en una extensió de 20 pams. A la seva mort el 1819, va llegar la propietat a la seva filla Maria Nadal i Vicent, casada amb el corredor reial de canvis Gaietà Galup i Gatell. El 1827, ja vídua, va demanar permís per a refer la llosana d'un balcó.
Maria Nadal morí el 1863, i l'any següent, els seus marmessors vengueren la propietat al magatzemista de grans Pere Ribó i Serra per 19.000 duros. Tot seguit, aquest va demanar permís per a reformar la façana i afegir-hi un quart pis, segons el projecte de l'arquitecte Josep Simó i Fontcuberta. El 1900, i per iniciativa dels seus creditors, es van posar en subhasta les seves finques, la majoria situades al mateix barri.

## Descripció
Construït sobre una parcel·la gran, compta amb quatre pisos que s'aixequen sobre uns baixos de pedra, on hi ha quatre portals d'arc escarser, un dels quals amb una abundant motllura que el fa destacar. La façana mostra els carreus ben marcats, formada per pedra regular i ben escairada. Els balcons, també d'arc escarser, són de llosana de pedra de Montjuïc al primer pis i de rajoles ceràmica als superiors, amb volada decreixent amb l'alçada.
L'interior i els balcons foren restaurats durant la dècada del 1970.